# Bandrélé
Bandrélé è un comune francese della collettività d'oltremare di Mayotte. Si trova sull'isola di Mahorè.

## Galleria d'immagini

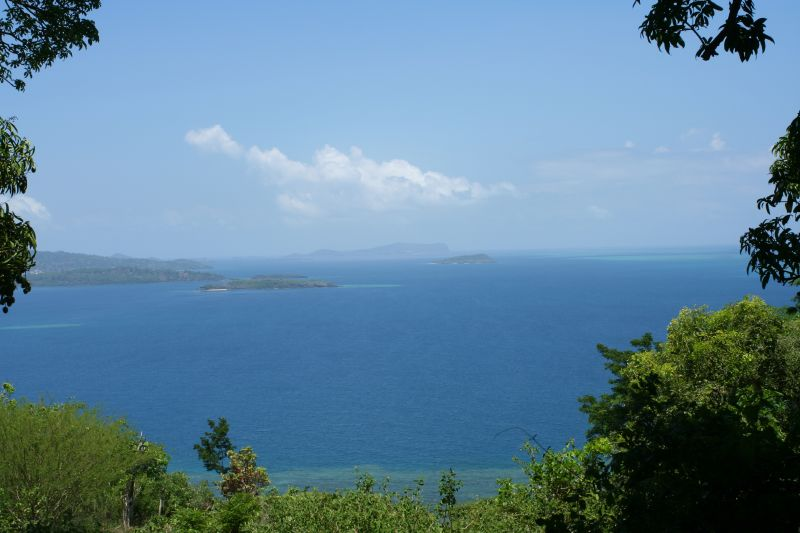
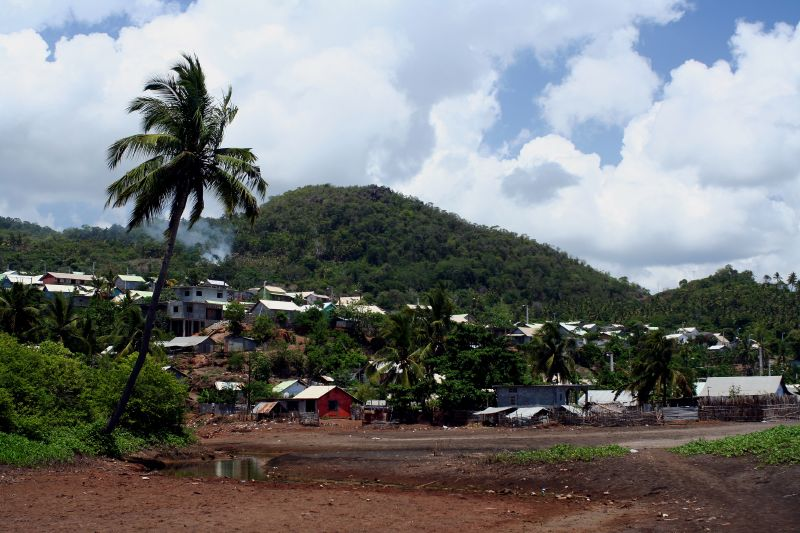
Il villaggio di Mtsamoudou
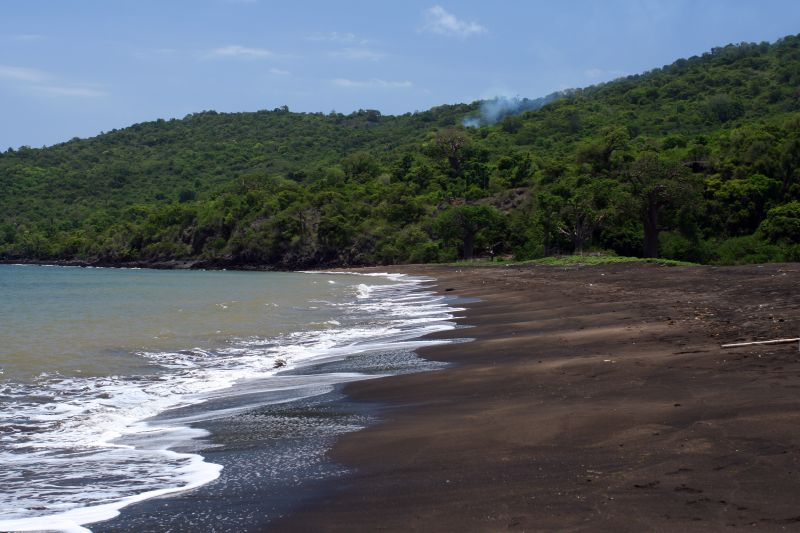
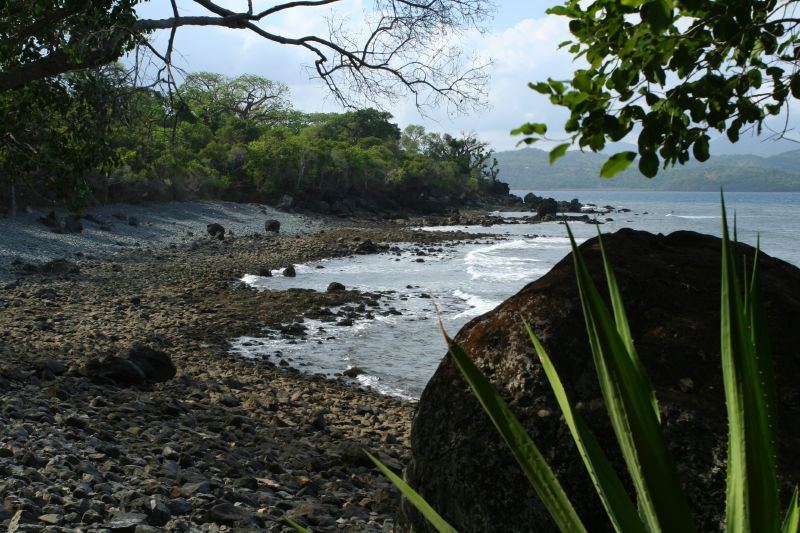
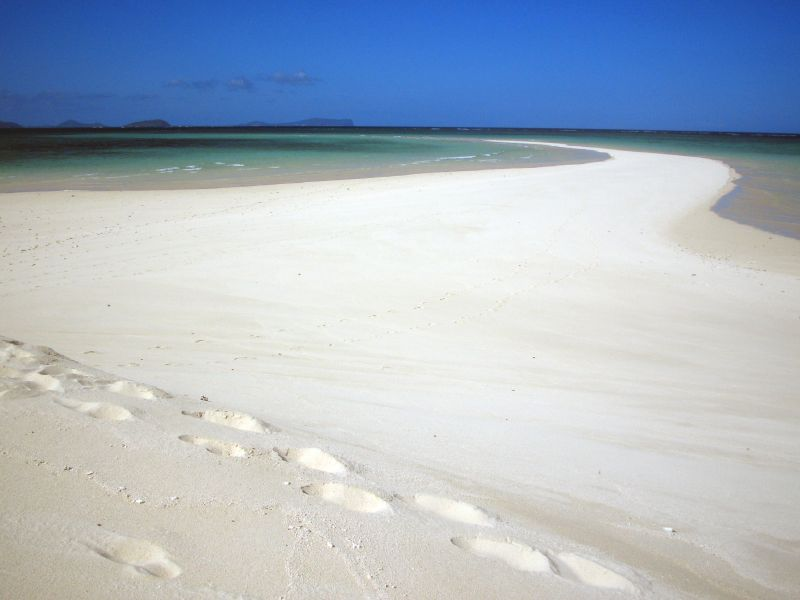
L'isolotto sabbia bianca (Îlot sable blanc)
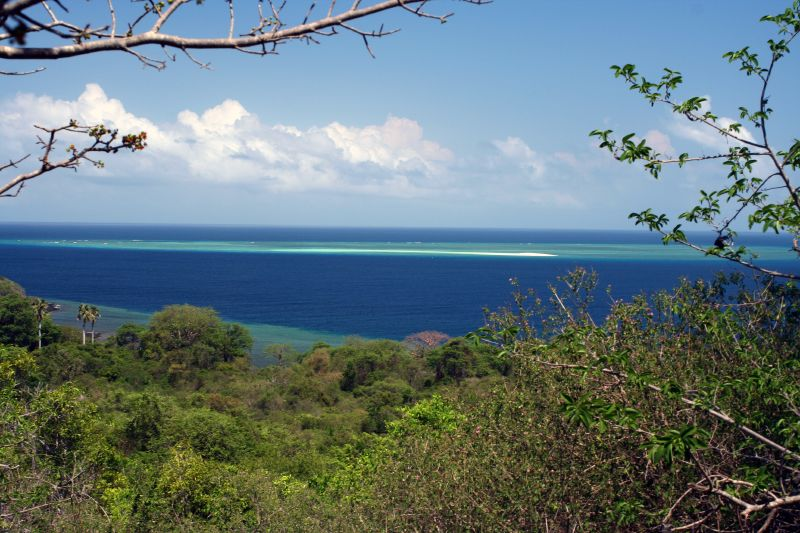
l'isolotto sabbia bianca visto dal punto Saziley
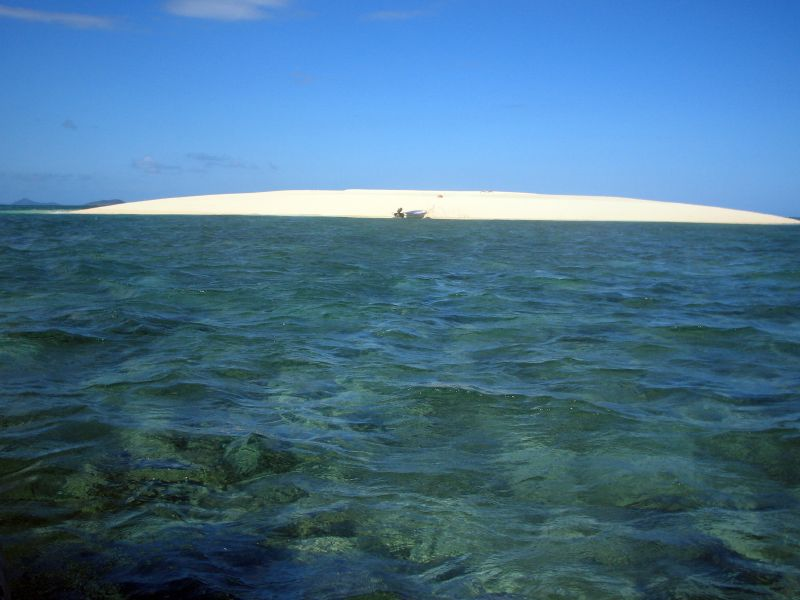
L'isolotto sabbia bianca